# Osei Sankofa
Osei Omari Kwende Sankofa (*Londres, Inglaterra, 19 de marzo de 1985), futbolista inglés, con descendencia ghanés. Juega de defensa y su actual equipo es el Dulwich Hamlet de Inglaterra. 

## Selección nacional
Ha sido internacional con la Selección nacional de fútbol de Inglaterra Sub-19.

## Clubes
| Club                      | País       | Año       |
| ------------------------- | ---------- | --------- |
| Charlton Athletic         | Inglaterra | 2002-2005 |
| Bristol City              | Inglaterra | 2005      |
| Charlton Athletic         | Inglaterra | 2005-2008 |
| Brentford FC              | Inglaterra | 2008      |
| Southend United           | Inglaterra | 2008-2010 |
| Farnborough FC            | Inglaterra | 2010-2011 |
| Boreham Wood FC           | Inglaterra | 2011-2012 |
| Eastleigh FC              | Inglaterra | 2012-2013 |
| Hayes & Yeading United FC | Inglaterra | 2013      |
| Ebbsfleet United FC       | Inglaterra | 2013-2014 |
| Whitehawk FC              | Inglaterra | 2014-2015 |
| Dulwich Hamlet FC         | Inglaterra | 2015      |